# Camponotus normatus
Camponotus normatus é uma espécie de inseto do gênero Camponotus, pertencente à família Formicidae.